# Перри, Люк
Кой Лю́тер «Люк» Пе́рри III (англ. Coy Luther «Luke» Perry III; 11 октября 1966 — 4 марта 2019) — американский актёр. Наибольшую известность ему принесла роль Дилана Маккея в телесериале «Беверли-Хиллз, 90210» (1990—1995; 1998—2000). Он также известен по роли Фреда Эндрюса в телесериале «Ривердейл» (2017—2019), гостевым появлениям в таких шоу, как «Симпсоны» (1993), «Уилл и Грейс» (2005), «Закон и порядок: Специальный корпус» (2008) и «Мыслить как преступник» (2008), и ролям в фильмах «Баффи — истребительница вампиров» (1992), «Пятый элемент» (1997) и «Однажды в… Голливуде» (2019).

## Ранние годы
Перри родился в Мансфилде, штат Огайо, и был средним из трёх детей в семье домохозяйки Энн Перри и Коя Лютера Перри-младшего, рабочего сталелитейного завода. Его родители развелись, когда ему было шесть лет. Отец Перри умер в 1980 году, и он воспитывался матерью и отчимом, Стивом Беннетом. У него также есть единоутробная сестра от второго брака матери. Перри вырос во Фредериктауне, Огайо, и окончил среднюю школу Фредериктауна, где был талисманом школьной спортивной команды.

## Карьера

### Актёрские начинания
В 1984 году, вскоре после окончания школы, Перри переехал в Лос-Анджелес, где некоторое время перебивался случайными заработками, успев поработать на укладке асфальта, а также на фабрике дверных ручек. В 1985 году он появился в клипе группы Twisted Sister на песню «Be Chrool To Your Scuel», после чего перебрался в Нью-Йорк, где, прежде чем получить свою первую роль, прошёл 256 прослушиваний. Его первым появлением на экране стали роли в дневных мыльных операх: одном эпизоде программы «Любящие» (1988) и десяти эпизодах программы «Другой мир» (1988—1989). Вскоре Перри вернулся в Лос-Анджелес, где, будучи другом Роберта, впоследствии поменявшего пол и ставшего известным как актриса Алексис Аркетт, поселился в доме его семьи.

### Прорыв с «Беверли-Хиллз, 90210» и роли того периода
В 1989 году Перри получил роль Дилана Маккея в молодёжном сериале «Беверли-Хиллз, 90210» канала Fox. Первоначально он пробовался на роль Стива Сандерса, однако она досталась Иану Зирингу. Роль в «90210» принесла Перри статус кумира подростков, к которому у него, по собственному признанию, были противоречивые чувства. Снимаясь в «Беверли-Хиллз», Перри также появился в оригинальной киноверсии «Баффи — истребительницы вампиров», снятой Джоссом Уидоном, и драме «Предсмертное блаженство» — оба фильма вышли в прокат в 1992 году. В 1993 году он озвучил самого себя, по совместительству являвшегося сводным братом клоуна Красти, в эпизоде «Krusty Gets Kancelled» мультсериала «Симпсоны». В 1994 году Перри сыграл роль наездника Лейна Фроста в биографической драме «8 секунд».
Желая найти более взрослые и интересные роли, в 1995 году Перри решил покинуть «Беверли-Хиллз, 90210». В том же году он появился в итальянском фильме «Рождественские каникулы '95», где сыграл самого себя. Его следующими проектами стали независимая криминальная драма «Нормальная жизнь» (1996), телевизионная драма «Мятеж», повествовавшая о лос-анджелесских бунтах 1992 года, научно-фантастический двухсерийный мини-сериал «Вторжение», а также небольшая роль в фантастическом боевике «Пятый элемент» (1997). В том же году он с гостевой ролью он появился в ситкоме «Спин-Сити», где сыграл Спенса Каймера, бывшего парня Картера Хэйвуда, неожиданно влюбившегося в женщину. Три года спустя, в 1998 году, Перри решил вернуться в «Беверли-Хиллз», где оставался на правах постоянной приглашённой звезды вплоть до окончания сериала в 2000 году. В 1999 году он сыграл главную роль в фильме «Преследующие бурю».
Говоря о своей роли в «Беверли-Хиллз, 90210», Перри отмечал: «Меня будут помнить, как Дилана Маккея до моей смерти, что в действительности неплохо. Я его создал. Он мой». Перри не вернулся к своей роли в спин-оффе «90210: Новое поколение»: «Будучи актёром, нужно тщательно подбирать для себя роли, и я не имею ничего против возвращения, но если взглянуть на вопрос с творческой стороны — это то, что я уже делал, и я не представляю, как это поможет расти мне как актёру». По словам Перри, решающим фактором касательно его отказа в участии стало отсутствие в творческой команде шоу продюсера Аарона Спеллинга: «Спин-офф канала CW и спин-офф Аарона Спеллинга — не одно и то же. Я просто не могу делать это без Аарона».

### Последующие роли
В 2000 году Перри озвучил самого себя в эпизодах мультсериалов «Джонни Браво» и «Гриффины». По сюжету «Гриффинов», Перри подаёт в суд на Питера Гриффина за то, что тот назвал его геем, а по сюжету «Джонни Браво» спасает главного героя от толпы сумасшедших поклонниц, после чего даёт советы насчёт девушек. Перри также озвучил персонажей таких мультсериалов, как «Невероятный Халк», «Мыши-рокеры с Марса», «Смертельная битва: Защитники Земли» и «Ночь Всадника без головы».
В 2001 году он сыграл на Бродвее роль Брэда Мейджорса в постановке фильма «Шоу ужасов Рокки Хоррора».
С 2001 по 2002 год Перри играл в шоу «Тюрьма Оз» канала HBO, где исполнял роль преподобного Йеремии Клотера. С 2002 по 2004 он снимался в постапокалиптической драме «Иеремия». В 2005 году он появился с гостевой ролью в ситкоме «Уилл и Грейс», где исполнил роль Аарона — чудаковатого наблюдателя за птицами, понравившегося персонажу Джеку Макфарленду.
В 2006 году актёр снимался в драме «Внезапная удача», рассказывающей о группе друзей, выигравших в лотерею. Шоу продержалось в эфире NBC 13 эпизодов. В 2007 году актёр получил роль Томми «Санты» Санторелли в фильме «Площадка 3», а в 2008 — в вестерне «Дуэль на пистолетах».
Также актёр снялся в драме HBO под названием «Джон из Цинциннати», премьера которого состоялась 10 июня 2007 года; в эфир вышло 10 эпизодов, и 12 августа 2007 сериал был закрыт. Кроме того, Перри снялся в шведском фильме «Летняя секс-комедия», вышедшей летом 2009.
В 2004 году исполнил главную мужскую роль Гарри в лондонской постановке «Когда Гарри встретил Салли», сыграв в дуэте с актрисой Элисон Ханниган в роли Салли.
В 2005 году появился в гостевой роли Тодда в трёх эпизодах сериала «За что тебя люблю» с Дженни Гарт в главной роли. Эти эпизоды пародируют сюжетную линию сериала «Беверли-Хиллз, 90210», так как Келли (в исполнении Гарт) рассказывает подруге, что встречалась с персонажем Перри ещё в школе и в своё время отбила его у другой девочки, имея в виду Бренду Уолш. Позже Перри сыграл роль маньяка-насильника Ноа Сиберта в шоу «Закон и порядок: Специальный корпус» (2008 год), за исполнение которой был номинирован на премию «People's Choice Awards», а также роль предводителя культа Бенджамина Сайруса в эпизоде сериала «Мыслить как преступник». В 2009 году появился в клипе группы The Killers на песню «¡Happy Birthday Guadalupe!».
С 2017 года и до своей смерти в 2019 году Перри исполнял роль Фреда Эндрюса, отца главного героя Арчи Эндрюса, в подростковой телевизионной драме «Ривердейл». Начиная с эпизода «Chapter Forty-Nine: Fire Walk With Me», вышедшего спустя два дня после смерти Перри, его памяти посвящены все эпизоды шоу. Памяти Перри также был посвящён премьерный эпизод четвёртого сезона, «In Memoriam».
Последним фильмом с его участием стал фильм «Однажды в… Голливуде» режиссёра Квентина Тарантино, где он исполнил роль актёра Уэйна Мондера.

## Личная жизнь
С 1993 по 2003 год Перри был женат на Рэйчел Минни Шарп. У них родилось двое детей — сын Джек (род. 1997), ныне являющийся рестлером, выступающим в All Elite Wrestling под именем Джангл Бой, и дочь Софи (род. 2000). На момент своей смерти Перри был обручён с семейным терапевтом Уэнди Мэдисон Бауэр.

## Смерть
27 февраля 2019 года Перри перенёс обширный ишемический инсульт, после чего был доставлен в больницу из своего дома в Шерман-Окс. После перенесённого в больнице второго инсульта 4 марта 2019 года Перри был отключен от аппарата жизнеобеспечения и скончался. Он был похоронен в биологически разлагаемом костюме из грибов на своей ферме в Ванлире, Теннесси, которую приобрёл в 1990-х годах.

## Фильмография

### Кино
| Год  | Русское название                            | Оригинальное название                    | Роль                   | Примечания             |
| ---- | ------------------------------------------- | ---------------------------------------- | ---------------------- | ---------------------- |
| 1990 | Предсмертное блаженство                     | Terminal Bliss                           | Джон Хантер            |                        |
| 1991 | Южане                                       | Scorchers                                | Рэй Рэй                |                        |
| 1992 | Баффи — истребительница вампиров            | Buffy The Vampire Slayer                 | Оливер Пайк            |                        |
| 1994 | 8 секунд                                    | 8 Seconds                                | Лейн Фрост             |                        |
| 1995 | Рождественские каникулы '95                 | Vacanze di Natale '95                    | Люк                    |                        |
| 1996 | Нормальная жизнь                            | Normal Life                              | Крис Андерсон          |                        |
| 1996 | Американские бродяги                        | American Strays                          | Джонни                 |                        |
| 1997 | Пятый элемент                               | The Fifth Element                        | Билли                  |                        |
| 1997 | Дыхание жизни                               | Lifebreath                               | Мартин Дево            |                        |
| 1999 | Флорентин                                   | The Florentine                           | Фрэнки                 |                        |
| 1999 | Буря                                        | Storm                                    | доктор Рон Янг         |                        |
| 2000 | Крутая добыча                               | The Heist                                | Джек                   |                        |
| 2000 | Вниманию покупателей                        | Attention Shoppers                       | Марк Пинналор          |                        |
| 2001 | Враг                                        | The Enemy                                | доктор Майкл Эштон     |                        |
| 2001 | Грязь                                       | Dirt                                     | адвокат                |                        |
| 2002 | Затерянные в тумане                         | Fogbound                                 | Боб                    |                        |
| 2003 | Под прицелом                                | Down The Barrel                          | Дэвид                  |                        |
| 2005 | Посудомойщики                               | Dishdogz                                 | Тони                   |                        |
| 2007 | Площадка 3                                  | The Sandlot 3                            | Томми Санторелли       |                        |
| 2007 | Элис вверх тормашками                       | Alice Upside Down                        | Бен Маккинли           |                        |
| 2009 | Летняя секс-комедия                         | Äntligen Midsommar!                      | Сэм                    |                        |
| 2009 | Наверху                                     | Upstairs                                 | Уорд Уивер             |                        |
| 2009 | Безмолвный яд                               | Silent Venom                             | командер Джеймс О’Нилл |                        |
| 2009 | Сэм Стил — помощник детектива               | Sam Steele & The Junior Detective Agency | Кот                    |                        |
| 2010 | Хорошие намерения                           | Good Intentions                          | Честер Милфорд         |                        |
| 2010 | Беспощадный шторм                           | Final Storm                              | Сайлас Хэндершот       |                        |
| 2010 | Дорога в Редемпшн                           | Redemption Road                          | Бойд                   |                        |
| 2010 | Золото Ханны                                | Hanna’s Gold                             | Коул                   |                        |
| 2013 | Плоская грудь                               | Flat Chested                             | Ральф                  | Короткометражный фильм |
| 2014 | Красное крыло                               | Red Wing                                 | Карл Блэнтон           |                        |
| 2014 | Верное решение                              | A Fine Step                              | Кэл Мастерсон          |                        |
| 2014 | Ритм под моими ногами                       | The Beat Beneath My Feet                 | Стив                   |                        |
| 2014 | Приключения K-9: Легенда потерянного золота | K-9 Adventures: Legend of the Lost Gold  | Пол Стивенсон          |                        |
| 2015 | Чёрный красавец                             | Black Beauty                             | Джеймс                 |                        |
| 2015 | Воины Дракона                               | Dragon Warriors                          | Лораш                  |                        |
| 2016 | Гонка во имя спасения                       | Race to Redemption                       | Джентри                |                        |
| 2017 | Это Гавд!                                   | It’s Gawd!                               | Джеффри                |                        |
| 2018 | Мясная лавка                                | The Griddle House                        | Джек                   |                        |
| 2019 | Однажды в… Голливуде                        | Once Upon a Time in Hollywood            | Уэйн Мондер            | Последняя роль в кино  |

### Телевидение
| Год                  | Русское название                      | Оригинальное название                       | Роль                             | Примечания                                                      |
| -------------------- | ------------------------------------- | ------------------------------------------- | -------------------------------- | --------------------------------------------------------------- |
| 1982                 | Путешественники во времени            | Voyagers!                                   | пленник (не указан в титрах)     | Эпизод: «The Day the Rebs Took Lincoln»                         |
| 1987                 | Бесконечная любовь                    | Loving                                      | Нед Бейтс                        | Эпизод, датированный 15 января 1988 года                        |
| 1988                 | Другой мир                            | Another World                               | Кенни                            | 10 эпизодов                                                     |
| 1990—1995; 1998—2000 | Беверли-Хиллз, 90210                  | Beverly Hills, 90210                        | Дилан Маккей                     | Постоянная роль, 199 эпизодов                                   |
| 1993                 | Дома у Уэбберов                       | The Webbers                                 | мусорщик                         | Телевизионный фильм                                             |
| 1993                 | Симпсоны                              | The Simpsons                                | он сам (озвучивание)             | Эпизод: «Krusty Gets Kancelled»                                 |
| 1994—1995            | Мыши-байкеры с Марса                  | Biker Mice DFrom Mars                       | Наполеон Бри (озвучивание)       | 6 эпизодов                                                      |
| 1996                 | Смертельная битва: Защитники Земли    | Mortal Kombat: Defenders Of The Realm       | Саб-Зиро (озвучивание)           | 13 эпизодов                                                     |
| 1996—1997            | Невероятный Халк                      | The Incredible Hulk                         | Рик Джонс (озвучивание)          | 4 эпизода                                                       |
| 1997                 | Спин-Сити                             | Spin City                                   | Спенс Каймер                     | Эпизод: «Kiss Me, Stupid»                                       |
| 1997                 | Мятеж                                 | Riot                                        | Бумер                            | Телевизионный фильм (Сегмент: «Empty»)                          |
| 1997                 | Вторжение                             | Invasion                                    | Бо Старк                         | Телевизионный фильм                                             |
| 1998                 | В капкане                             | Indiscreet                                  | Майкл Нэш                        | Телевизионный фильм                                             |
| 1999                 | Пеппер Энн                            | Pepper Ann                                  | Стюарт Уоллдингер (озвучивание)  | 3 эпизода                                                       |
| 1999                 | Ночь всадника без головы              | The Night Of The Headless Horseman          | Бром Бонс (озвучивание)          | Телевизионный мультфильм                                        |
| 2000                 | Джонни Браво                          | Johnny Bravo                                | он сам (озвучивание)             | Эпизод: «Luke Perry’s Guide to Love»                            |
| 2000                 | Гриффины                              | The Family Guy                              | он сам (озвучивание)             | Эпизод: «The Story on Page One»                                 |
| 2001                 | Ночные видения                        | Night Visions                               | доктор Майкл Сирс                | Эпизод: «Now He’s Coming Up the Stairs»                         |
| 2001                 | Тюрьма Оз                             | Oz                                          | преподобный Иеремия Клутье       | 10 эпизодов                                                     |
| 2001                 | Последние герои                       | The Triangle                                | Стью Шеридан                     | Телевизионный фильм                                             |
| 2002                 | Всадники правосудия                   | Johnson County War                          | Гарри Хамметт                    | Телевизионный фильм                                             |
| 2002—2004            | Иеремия                               | Jeremiah                                    | Иеремия                          | Постоянная роль, 34 эпизода                                     |
| 2003                 | Школа клонов                          | Clone High                                  | Понче Де Леон (озвучивание)      | Эпизод: «Litter Kills: Litterally»                              |
| 2005                 | Уилл и Грейс                          | Will & Grace                                | Аарон                            | Эпизод: «The Birds & the Bees»                                  |
| 2005                 | За что тебя люблю                     | What I Like About You                       | Тодд                             | 3 эпизода                                                       |
| 2005                 | Экспедиция в преисподнюю              | Descent                                     | доктор Джейк Роллинз             | Телевизионный фильм                                             |
| 2005                 | Сверхновая                            | Supernova                                   | доктор Крис Ричардсон            | Телевизионный фильм                                             |
| 2006                 | Внезапная удача                       | Windfall                                    | Петер Шефер                      | 13 эпизодов                                                     |
| 2007                 | Джон из Цинциннати                    | John from Cincinnati                        | Линк Старк                       | 10 эпизодов                                                     |
| 2007                 | Мыши-байкеры с Марса                  | Biker Mice From Mars                        | Наполеон Бри (озвучивание)       | Эпизод: «Once Upon a Time on Earth»                             |
| 2008                 | Дуэль на пистолетах                   | A Gunfighter’s Pledge                       | Мэтт Остин                       | Телевизионный фильм                                             |
| 2008                 | Закон и порядок: Специальный корпус   | Law & Order: Special Victims Unit           | Ноа Сиберт                       | Эпизод: «Trials»                                                |
| 2008                 | Мыслить как преступник                | Criminal Minds                              | Бенджамин Сайрус                 | Эпизод: «Minimal Loss»                                          |
| 2008                 | Дочь невесты                          | A Very Merry Daughter of the Bride          | Чарли                            | Телевизионный фильм                                             |
| 2009                 | Ангел и негодяй                       | Angel & The Bad Man                         | Лоредо                           | Телевизионный фильм                                             |
| 2009                 | Шторм                                 | The Storm                                   | Стиллман                         | 2 эпизода                                                       |
| 2010                 | Воздействие                           | Leverage                                    | Далтон Рэнд                      | Эпизод: «The Future Job»                                        |
| 2010                 | Отдел проверки фактов                 | FCU: Fact Checkers Unit                     | Люк                              | 8 эпизодов                                                      |
| 2010                 | Генератор Рекс                        | Generator Rex                               | Джейкоб (озвучивание)            | Эпизод: «The Architect»                                         |
| 2011                 | Щенячьи истории                       | Pound Puppies                               | Фэнг (озвучивание)               | Эпизод: «Rebel Without a Collar»                                |
| 2011                 | Справедливый судья                    | Goodnight For Justice                       | Джон Гуднайт                     | Телевизионный фильм                                             |
| 2011                 | Боевые шрамы                          | Battle Scars: The Bud Moore Story           | рассказчик                       | Телевизионный фильм                                             |
| 2012                 | Справедливый судья: Настоящий мужчина | Goodnight For Justice: The Measure Of A Man | Джон Гуднайт                     | Телевизионный фильм                                             |
| 2012                 | Справедливый судья: Дама червей       | Goodnight For Justice: Queen Of Hearts      | Джон Гуднайт                     | Телевизионный фильм                                             |
| 2012                 | Воспитывая Хоуп                       | Raising Hope                                | призрак Дня посадки деревьев     | Эпизод: «Arbor Daze»                                            |
| 2012-2013            | Следствие по телу                     | Body Of Proof                               | Чарли Стэффорд                   | 5 эпизодов                                                      |
| 2013                 | Сообщество                            | Community                                   | инспектор пространства и времени | Эпизод: «Conventions of Space and Time»                         |
| 2014                 | Красотки в Кливленде                  | Hot in Cleveland                            | Тревор                           | Эпизод: «The Bachelors»                                         |
| 2014                 | Особо тяжкие преступления             | Major Crimes                                | Джон Уорт                        | Эпизод: «The Bachelors»                                         |
| 2015                 | Идеальная западня                     | Welcome Home                                | Стюарт Пейлор                    | Телевизионный фильм                                             |
| 2015                 | Джесси Стоун: Тайны Парадайза         | Jesse Stone: Lost in Paradise               | Ричард Стил                      | Телевизионный фильм                                             |
| 2016                 | Любовь в раю                          | Love in Paradise                            | Эйвери Форд                      | Телевизионный фильм                                             |
| 2017—2019, 2021      | Ривердейл                             | Riverdale                                   | Фред Эндрюс                      | Постоянная роль, 46 эпизодов (5 сезон, 3 серия: архивные кадры) |
| 2019                 | 90210                                 | BH90210                                     | Дилан Маккей                     | (фрагмент в пилотной серии)                                     |

### Музыкальные видео
| Год  | Название                     | Артист         |
| ---- | ---------------------------- | -------------- |
| 1985 | «Be Chrool to Your Scuel»    | Twisted Sister |
| 2009 | «¡Happy Birthday Guadalupe!» | The Killers    |

## Театр
| Год  | Русское название           | Оригинальное название | Роль          | Примечания |
| ---- | -------------------------- | --------------------- | ------------- | ---------- |
| 2001 | Шоу ужасов Рокки Хоррора   | The Rocky Horror Show | Брэд Мейджорс | Бродвей    |
| 2004 | Когда Гарри встретил Салли | When Harry Met Sally  | Гарри         | Вест-Энд   |

## Награды и номинации
| Год  | Ассоциация                                 | Категория                              | Работа                              | Результат |
| ---- | ------------------------------------------ | -------------------------------------- | ----------------------------------- | --------- |
| 1992 | Премия «Bravo Otto»                        | Любимая звезда на телевидении          | Беверли-Хиллз, 90210                | Номинация |
| 1993 | Премия «Kids’ Choice»                      | Любимый телевизионный актёр            | Беверли-Хиллз, 90210                | Номинация |
| 1993 | Премия «Bravo Otto»                        | Любимая звезда на телевидении          | Беверли-Хиллз, 90210                | Победа    |
| 1994 | Премия «Bravo Otto»                        | Любимая звезда на телевидении          | Беверли-Хиллз, 90210                | Победа    |
| 2001 | Премия «DVD Exclusive»                     | Лучшая мужская роль второго плана      | Вниманию покупателей                | Номинация |
| 2009 | Премия «People’s Choice»                   | Любимая приглашённая звезда            | Закон и порядок: Специальный корпус | Номинация |
| 2019 | Ассоциация кинокритиков Вашингтона         | Лучший актёрский ансамбль              | Однажды в… Голливуде                | Номинация |
| 2019 | Ассоциация кинокритиков Детройта           | Лучший актёрский ансамбль              | Однажды в… Голливуде                | Победа    |
| 2019 | Общество кинокритиков Сан-Диего            | Лучший актёрский ансамбль              | Однажды в… Голливуде                | Номинация |
| 2019 | Общество кинокритиков Бостона              | Лучший актёрский ансамбль              | Однажды в… Голливуде                | Номинация |
| 2019 | Круг кинокритиков Оклахомы                 | Лучший актёрский ансамбль              | Однажды в… Голливуде                | Номинация |
| 2019 | Общество кинокритиков Сиэтла               | Лучший актёрский ансамбль              | Однажды в… Голливуде                | Номинация |
| 2020 | Онлайн-ассоциация женщин-кинокритиков      | Лучший актёрский ансамбль              | Однажды в… Голливуде                | Номинация |
| 2020 | Ассоциация кинокритиков центрального Огайо | Лучший актёрский ансамбль              | Однажды в… Голливуде                | Номинация |
| 2020 | Ассоциация кинокритиков Остина             | Лучший актёрский ансамбль              | Однажды в… Голливуде                | Номинация |
| 2020 | Альянс женщин-киножурналистов              | Лучший актёрский ансамбль              | Однажды в… Голливуде                | Номинация |
| 2020 | Ассоциация кинокритиков Джорджии           | Лучший актёрский ансамбль              | Однажды в… Голливуде                | Номинация |
| 2020 | Премия «Выбор кинокритиков»                | Лучший актёрский ансамбль              | Однажды в… Голливуде                | Номинация |
| 2020 | Премия Гильдии киноактёров США             | Лучший актёрский состав в игровом кино | Однажды в… Голливуде                | Номинация |